# 서구 (광주광역시)
서구(西區)는 광주광역시의 구이다. 광주광역시청 소재지이기도 하다.

## 역사
- 1973년 7월 1일 구제(區制)가 실시되어 전라남도 광주시 서구가 설치되었다.
- 1979년 5월 1일 상무동을 쌍촌동과 화내동으로, 월산2동을 월산2동과 월산4동으로 분동하였다.
- 1980년 4월 1일 서구의 일부를 관할로 하여 북구가 신설되었고, 동구 일부를 편입하였다.
- 1983년 10월 1일 농성동이 농성1동과 농성2동으로, 화내동을 화정1동과 화정2동으로 분동하였다.
- 1985년 11월 1일 월산4동을 월산4동과 월산5동으로, 백운동이 백운1동과 백운2동으로, 주월동이 주월1동과 주월2동으로 분동하였다.
- 1986년 11월 1일 광주직할시 서구로 개칭하였다.
- 1988년 5월 1일 자치구로 승격하였다.
- 1990년 1월 1일 화정2동을 화정2동과 화정3동으로 분동하였다.
- 1993년 12월 1일 쌍촌동이 상무1동과 상무2동으로 분동하였다.
- 1994년 7월 1일 화정3동을 화정3동과 화정4동으로 분동하였다.
- 1995년 1월 1일 광주광역시 서구로 개칭하였다.
- 1995년 3월 1일 서구의 일부를 관할로 하여 남구가 신설되었다.
- 1995년 4월 20일 광산구 서창출장소를 편입하여 서창동으로 개편하였다.
- 1999년 1월 18일 양1동과 양2동을 양동으로 합동하였다.
- 2001년 8월 6일 서창동을 서창동과 금호풍암동으로 분동하였다
- 2003년 2월 17일 상무1동을 상무1동과 치평동으로, 금호풍암동을 금호동과 풍암동으로 분동하였다.[3] (16행정동)
- 2005년 7월 4일 금호동을 금호1동과 금호2동으로 분동하였다.[4] (17행정동)
- 2011년 10월 1일 북구 동림동 일부, 운암1동 일부를 서구 편입하여 동천동을 신설하고, 풍암동 일부인 송원학원 부지 전체를 남구 송하동으로, 광주천을 경계로 서구 광천동 무등경기장 주변 일부를 북구 임동으로 편입하였다.[5] (18행정동 18법정동)

## 지리
광주의 중심부에 위치하고 금당산, 개금산, 송학산이 병풍처럼 둘러싸여 있어 자연과 도시가 조화를 이루고 있으며, 풍성한 녹지와 편리한 교통여건을 갖추고 있다. 상무·풍암·금호지구 등 광주에서 가장 쾌적한 주거환경을 자랑하고 있을 뿐만 아니라 시청사 입주로 광주행정의 중심지역이라 할 수 있으며 특히 터미널 등이 위치하여 교통의 중심지로의 역할을 한다. 신구 도심과 농촌이 혼재되어 어느 지역보다 주민의 행정수요가 다양하다는 지역특성을 가지고 있다.

## 행정 구역
광주 서구의 행정 구역은 18개 행정동과 18개 법정동으로 구성되어 있다. 광주 서구의 면적은 47.88km2이며, 인구는 2012년 12월 기준으로 117,665세대, 316,545명이다.

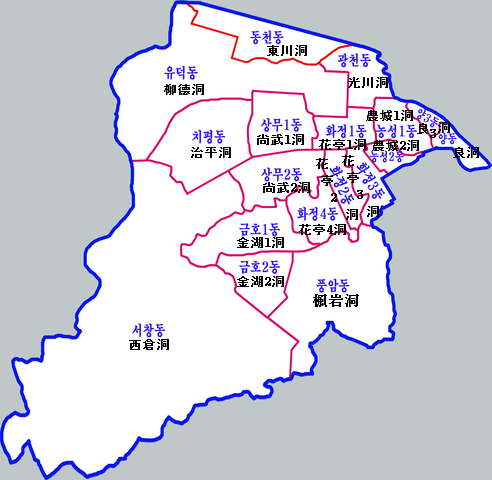
광주 서구의 행정구역

| 행정동  | 한자    | 면적 (km2) | 세대    | 인구 (명) |
| ------- | ------- | ---------- | ------- | --------- |
| 양동    | 良洞    | 0.54       | 2,523   | 5,409     |
| 양3동   | 良3洞   | 0.29       | 2,291   | 5,726     |
| 농성1동 | 農城1洞 | 0.76       | 4,014   | 8,678     |
| 농성2동 | 農城2洞 | 0.64       | 2,870   | 6,085     |
| 광천동  | 光川洞  | 1.18       | 4,737   | 11,147    |
| 유덕동  | 柳德洞  | 5.48       | 4,494   | 12,290    |
| 치평동  | 治平洞  | 3.27       | 10,542  | 31,113    |
| 상무1동 | 尙武1洞 | 1.36       | 10,241  | 25,356    |
| 상무2동 | 尙武2洞 | 1.87       | 11,276  | 26,560    |
| 화정1동 | 花亭1洞 | 1.20       | 6,787   | 16,437    |
| 화정2동 | 花亭2洞 | 0.81       | 4,591   | 12,460    |
| 화정3동 | 花亭3洞 | 0.74       | 4,634   | 12,876    |
| 화정4동 | 花亭4洞 | 1.02       | 7,295   | 21,605    |
| 서창동  | 西倉洞  | 19.67      | 2,695   | 6,408     |
| 금호1동 | 金湖1洞 | 1.86       | 8,867   | 25,432    |
| 금호2동 | 金湖2洞 | 1.19       | 9,255   | 29,741    |
| 풍암동  | 楓岩洞  | 4.83       | 14,433  | 41,937    |
| 동천동  | 東川洞  | 1.17       | 6,104   | 18,101    |
| 서구    | 西區    | 47.88      | 117,665 | 316,545   |

## 인구
| 연도   | 총인구    | ; |
| ------ | --------- | - |
| 1990년 | 472,266명 |   |
| 1995년 | 225,939명 |   |
| 2000년 | 280,676명 |   |
| 2005년 | 313,426명 |   |
| 2010년 | 304,469명 |   |
| 2015년 | 305,512명 |   |

## 구청
- 현재 서구청은 광주광역시 서구 농성1동에 위치해 있다.

## 교육 기관
- 사립대학교

|  | - 호남대학교 |

- 고등학교

|  | - 광주대동고등학교 - 풍암고등학교 - 광주서석고등학교 | - 광덕고등학교 - 전남고등학교 - 상무고등학교 | - 광주여자고등학교 - 상일여자고등학교 |

- 특수학교

|  | - 광주세광학교 |

## 대형마트
- 이마트 광주점
- 롯데마트 월드컵점
- 롯데마트 맥스 상무점

## 자매 도시
| 지역 & 국가 | 도시       | 도시                |
| ----------- | ---------- | ------------------- |
| 대한민국    | 대구광역시 | 서구                |
| 대한민국    | 울산광역시 | 동구                |
| 미국        | 뉴저지주   | 트렌턴 (1993년 6월) |